# Vælgerforening for Nordslesvig
Vælgerforening for Nordslesvig (også: Nordslesvigsk Vælgerforening) var et politisk parti i det nordlige Slesvig. Partiet blev oprettet i 1888 på initiativ af den dansksindede politiker H.P. Hanssen. Vælgerforeningen opstillede kandidater til både den preussiske landdag og den tyske rigsdag. Partiet virkede på den måde som politisk paraplyorganisation for det danske mindretal i Slesvig. For imødekomme den voksende arbejderbevægelse oprettedes i 1909 et arbejdersekretariat.
Vælgerforeningens første politiske aktion var en protest mod den tyske skoleanordning af 1888, som ændrede undervisningssproget i de slesvigske/sønderjyske skoler til tysk i samtlige fag bortset fra religionsundervisning. Protesten blev underskrevet af over 10.000 mennesker.
Vælgerforeningen var også en kampplads for de mange modstridende positioner i det danske mindretal. Især årene før folkeafstemningen i 1920 var kendetegnet ved mange konflikter. Hovedspørgsmålet var blandt andet, om den fremtidige grænse skulle følge Ejderen og Dannevirket (Dannevirkebevægelsens synspunkt), gå syd om Flensborg (Flensborgbevægelsens synspunkt) eller nord om Flensborg (Aabenraabevægelsens synspunkt). Spørgsmålet blev afgjort ved et møde den 17. november 1918 på Folkehjem i Aabenraa, hvor flertallet tilsluttede sig Aabenraabevægelsens synspunkter (i den såkaldte Aabenraa-resolution). Året efter Nordslesvigs genforening med Danmark blev vælgerforeningen opløst. Syd for grænsen dannedes i 1920 Den Slesvigske Forening og i 1948 Sydslesvigsk Vælgerforening.